# Ludwig Schulz (General)
Ludwig Schulz (* 4. August 1896 in Lissa, Provinz Posen; † 10. Dezember 1966 in Mülheim an der Ruhr) war ein deutscher Generalmajor der Luftwaffe im Zweiten Weltkrieg.

## Militärische Biografie
Schulz trat nach dem Beginn des Ersten Weltkriegs am 9. September 1914 als Kriegsfreiwilliger in das Reserve-Infanterie-Regiment Nr. 227 ein. Zum 25. Mai 1915 wechselte er als Reserveoffiziersaspirant in das Thüringische Infanterie-Regiment Nr. 72 und avancierte bis Ende August 1916 zum Leutnant der Reserve. Während der Kämpfe an der Westfront wurde er bis Ende Januar 1918 als Zug- und Kompanie verwendet. Im Februar 1918 wechselte Schulz zur Fliegertruppe, wo er eine Ausbildung zum Flugzeugführer erhielt. Anschließend flog er über das Kriegsende hinaus bis Dezember 1918 in einer unbekannten Staffel. Noch im Dezember 1918 schloss sich Schulz dem Freikorps Neufville an, dem er bis 1920 angehörte. Am 30. September 1920 schied er unter Ernennung zum Leutnant aus dem Militärdienst aus.
Am 1. Februar 1935 wurde Schulz, unter gleichzeitiger Beförderung zum  Hauptmann, für die im Aufbau befindliche Luftwaffe reaktiviert. Dort fand er zunächst bis Ende April 1935 Verwendung als Offizier zur besonderen Verwendung im Reichsluftfahrtministerium. Im Mai 1935 wurde er der Fliegergruppe Münster zugeteilt. Im Februar 1936 stieg er zum Staffelkapitän im Kampfgeschwader 153 auf und avancierte am 1. August 1937 zum Major. Im November 1937 wurde Schulz als Taktiklehrer an die Luftkriegsschule 5 in Breslau berufen, wo er bis Anfang September 1938 unterrichtete. Anschließend erfolgte seine Ernennung zum Gruppenleiter im Generalstab des II. Fliegerkorps in Frankfurt am Main.
Nach dem Beginn des Zweiten Weltkriegs wurde Schulz am 1. November 1939 zum Kommandeur der I. Gruppe im Kampfgeschwader 76 ernannt, welches er im Westfeldzug u. a. bei Angriffen auf die Flugplätze Hirson und Sissonne führte. Ferner bombardierte seine Gruppe diverse Bahnanlagen und Schiffe in Dünkirchen. Bei einem Tieffliegerangriff auf Paris am 2. Juni 1940 wurde Schulz verwundet und sein Flugzeugführer getötet. Er übernahm daraufhin das Steuer und brachte die Do 17 zum Ausgangsflugplatz zurück. Bis 27. Juli 1940 lag Schulz aufgrund der erlittenen Verletzungen in einem Lazarett. Zwischenzeitlich am 19. Juli 1940 zum Oberstleutnant aufgestiegen, wurde er am 16. August 1940 für die Leistungen seiner Geschwadergruppe im Westfeldzug mit dem Ritterkreuz des Eisernen Kreuzes ausgezeichnet.
Am 28. Juli 1940 wurde er zum Kommandeur der Luftkriegsschule 5 in Breslau ernannt und am 1. April 1942 zum Oberst befördert. Zugleich wirkte er bis zum 21. Februar 1945 als Fliegerhorst-Kommandant von Breslau-Schöngarten. Hier erfolgte am 1. Oktober 1944 seine Beförderung zum Generalmajor. Zuletzt agierte Schulz hier zusätzlich auch als Führer der Kampfgruppen Luftkriegsschule 5 während der Schlacht um Breslau. Dafür wurde er am 19. Februar 1945 mit dem Eichenlaub zum Ritterkreuz des Eisernen Kreuzes (747. Verleihung) ausgezeichnet. Am 22. Februar 1945 stieg Schulz zum Höheren Kommandeur der Luftkriegsschule auf. Mit der Bedingungslosen Kapitulation der Wehrmacht am 8. Mai 1945 geriet Schulz in US-amerikanische Kriegsgefangenschaft, aus der er am 1. Mai 1947 entlassen wurde.